# 陈勇肇
陈勇肇（Chen Yong Zhao, Ashton，1989年9月9日—），新加坡男子羽毛球運動員。2018年，因性侵未成年少女遭判刑。

## 簡歷
2010年，陈勇肇參加世界羽毛球錦標賽男子單打比賽，先後擊敗印度和加拿大的對手，躋身16強；最終負於賽事最終冠軍中國的陈金出局。
2013年8月，陈勇肇參加中國廣州舉行的世界羽毛球錦標賽，出戰男子單打項目，在首圈就以1比2（21-16、11-21、13-21）負於16號種子、日本的上田拓馬出局。

## 主要比賽成績
只列出曾進入準決賽的國際賽事成績：
| 年份   | 賽事                     | 公開賽級別 | 項目     | 拍檔   | 成績   |
| ------ | ------------------------ | ---------- | -------- | ------ | ------ |
| 2010年 | 波蘭羽毛球國際賽         | 國際挑戰賽 | 男子雙打 | 黄梓良 | 準決賽 |
| 2011年 | 伊朗羽毛球國際挑戰賽     | 國際挑戰賽 | 男子單打 | －     | 準決賽 |
| 2012年 | 越南羽毛球國際挑戰賽     | 國際挑戰賽 | 男子單打 | －     | 準決賽 |
| 2012年 | 新加坡羽毛球國際系列賽   | 國際系列賽 | 男子單打 | －     | 亞軍   |
| 2013年 | 新加坡羽毛球國際系列賽   | 國際系列賽 | 男子單打 | －     | 準決賽 |
| 2013年 | 馬來西亞羽毛球國際挑戰賽 | 國際挑戰賽 | 男子單打 | －     | 準決賽 |

| 2007-2017年 | 首要超級賽 | 超級賽 | 黃金大獎賽 | 大獎賽 | 國際挑戰賽 | 國際系列賽 | 未來系列賽 | 其他 |

### 奧運會和世錦賽參賽紀錄
|          | 2010 | 2011 | 2012 | 2013 |
| -------- | ---- | ---- | ---- | ---- |
| 男子單打 | 16強 | 64強 | －   | 64強 |